# Darwinka mała
Darwinka mała (Geospiza fuliginosa) – gatunek niewielkiego ptaka z rodziny tanagrowatych (Thraupidae). Jest endemitem wysp Galapagos. Jest rozprzestrzeniony na terenach leśnych i krzewiastych większości wysp z tego archipelagu. Odżywia się głównie małymi nasionami i pasożytami znajdywanymi w skórze żółwi i jaszczurek. Nie wyróżnia się podgatunków.
Darwinka mała należy do zięb Darwina, grupy blisko spokrewnionych ptaków żyjących na wyspach Galapagos.

## Wygląd zewnętrzny
Darwinka mała jest najmniejszym gatunkiem należącym do zięb Darwina, o długości ciała 10–10,5 cm i masie ciała 12–17 g. Ma krótki, ostro zakończony dziób, z lekko zakrzywioną górną częścią. Samce są czarne, natomiast samice oraz młode są brązowe z pokrytą plamkami dolną częścią ciała.

## Występowanie
Gatunek ten jest szeroko rozpowszechniony na większości wysp z archipelagu poza wyspami: Genovesa, Wolf i Darwin Jest najczęściej spotykany na terenach przybrzeżnych, ale w trakcie sezonu godowego przemieszcza się w stronę regionów wyżynnych.

## Zachowanie
Darwinka mała jest wszystkożerna, ale preferuje pokarm pochodzenia roślinnego. Żeruje na ziemi i w niskich zaroślach, szukając nasion, pączków, kwiatów, liści czy sporadycznie owadów. Wykazuje zależności symbiotyczne z żółwiami oraz iguanami, wyjadając pasożyty z ich skóry.

## Status
IUCN uznaje darwinkę małą za gatunek najmniejszej troski (LC, Least Concern) nieprzerwanie od 1988 roku. Liczebność populacji nie została oszacowana, ale ptak ten opisywany jest jako pospolity. Ze względu na brak dowodów na spadki liczebności bądź istotne zagrożenia dla gatunku BirdLife International uznaje trend liczebności populacji za stabilny.